# Coll de la Rua
El Coll de la Rua és una collada del Massís del Canigó, a 991,7 metres d'altitud, en el límit dels termes comunals de Montferrer i del Tec, tots dos de la comarca del Vallespir, a la Catalunya del Nord. Està situat a l'extrem sud-oest del terme de Montferrer, també al sud-oest del poble mateix cap de la comuna. És a prop i al sud-oest del Mas Gallard i al nord-est del lloc de Benat, del terme del Tec.